# Ocean Park (Uruguai)
Ocean Park és un balneari del sud-est de l'Uruguai, ubicat al departament de Maldonado. Es troba sobre la costa del Riu de la Plata, 6 km a l'oest de Punta Ballena i 7 km a l'est (per carretera) del balneari de Punta Negra. Limita amb el balneari de Sauce de Portezuelo a l'oest i amb platja de Chihuahua a l'est, separats pel rierol Potrero. El seu límit nord és la Ruta Interbalneària, també amb el nombre de 93 per a aquesta zona. L'Aeroport Internacional Capitán Corbeta CA Curbelo es troba a prop.

## Població
Segons les dades del cens de 2004, Ocean Park tenia una població aproximada de 63 habitants i un total de 194 habitatges.
| Any  | Població |
| ---- | -------- |
| 1963 | 20       |
| 1975 | 4        |
| 1985 | 16       |
| 1996 | 35       |
| 2004 | 63       |
| 2011 | 234      |